# الأساس العصبي للحس المرافق
الحس المرافق هو حالة عصبية منطوية على اقتران اثنين أو أكثر من الأحاسيس الجسمية. على سبيل المثال، يميل المصاب بأحد أنواع الحس المرافق، التي تُعرف باسم ترافق الرسم واللون، إلى إدراك الأحرف أو الأرقام بوصفها ملونة بطبيعتها. تشمل أنواع الحس المرافق الأخرى حالة ترافق الرقم والشكل إذ يميل المصاب إلى ربط الأرقام بشكل تلقائي وثابت مع مواقع معينة في الفضاء. يشير نوع آخر معروف باسم الشخصنة اللغوية الترتيبية إلى قدرة الأرقام، أو أيام الأسبوع أو شهور السنة على إثارة شخصيات معينة. قد يدرك الأفراد المصابون بأنواع أخرى من الحس المرافق الموسيقى والأصوات الأخرى على أنها ملونة أو ذات أشكال محددة. بدأت الأبحاث الأخيرة في استكشاف الأساس العصبي لهذه التجارب، بالاستناد إلى كل من مبادئ العلوم العصبية وبيانات التصوير العصبي الوظيفي.
بناءً على هذه البيانات، اقتُرحت نظريتان رئيسيتان حول الأساس العصبي للحس المرافق. تنطلق كلتا النظريتين من ملاحظة وجود مناطق محددة من الدماغ متخصصة في وظائف محددة. على سبيل المثال، يمكن تقسيم الجزء المسؤول عن معالجة المدخلات البصرية من دماغ الإنسان، الذي يُعرف باسم القشرة المخية البصرية، إلى مناطق فرعية ذات أدوار تفضيلية في المعالجة اللونية (الباحة البصرية الرابعة، «في 4») أو المعالجة الحركية، مثل «في 5» أو «إم تي». بالاستناد إلى فكرة المناطق المتخصصة هذه، اقترح بعض الباحثين أن زيادة التواصل العابر بين المناطق المختلفة المتخصصة في وظائف مختلفة قادر على إثارة الأنواع المختلفة من الحس المرافق.

## علم دلالة الألفاظ
تشير أدلة كثيرة إلى إمكانية اعتبار الحس المرافق في أساسه ظاهرة دلالية. يقترح هذا نهجًا نظريًا مغايرًا تمامًا عن الحس المرافق، إذ يُعرف ذلك باسم التصاحب الفكري. وفقًا لهذا المنظور، يمكن النظر إلى الحس المرافق باعتباره ظاهرة متوسطة من خلال استنتاج المعنى من المحرض. نتيجة لذلك، ينبغي على الآليات العصبية للحس المرافق الاستناد إلى آليات علم دلالة الألفاظ، التي ما تزال غير مفهومة بشكل جيد في الوقت الحالي. في المقابل، يرتبط علم دلالة الألفاظ بشكل وثيق مع مشكلة الفهم، التي يوضح سيرل أهميتها من خلال حجة الغرفة الصينية. بالنتيجة، قد تكون مسألة الأساس العصبي للحس المرافق مرتبطة مع الآليات العصبية للفهم في نهاية المطاف.